# Salle des Maestà des Offices à Florence
La Salle des Maestà des Offices à Florence est une des premières salles de la Galerie des Offices (no A4 dite salle du Giotto–Cimabue), un des musées de la ville de Florence en Toscane (Italie), qui expose conjointement trois tableaux de Vierge au trône (Maestà) dans le but culturel de comparer l'évolution de style, dans un même sujet, de trois primitifs italiens contemporains, innovateurs de la pré-Renaissance : Duccio, Cimabue et Giotto (un polyptyque de Giotto a rejoint les trois Maestà depuis l'installation initiale).

## Illustration

Les trois Maestà et leurs auteurs
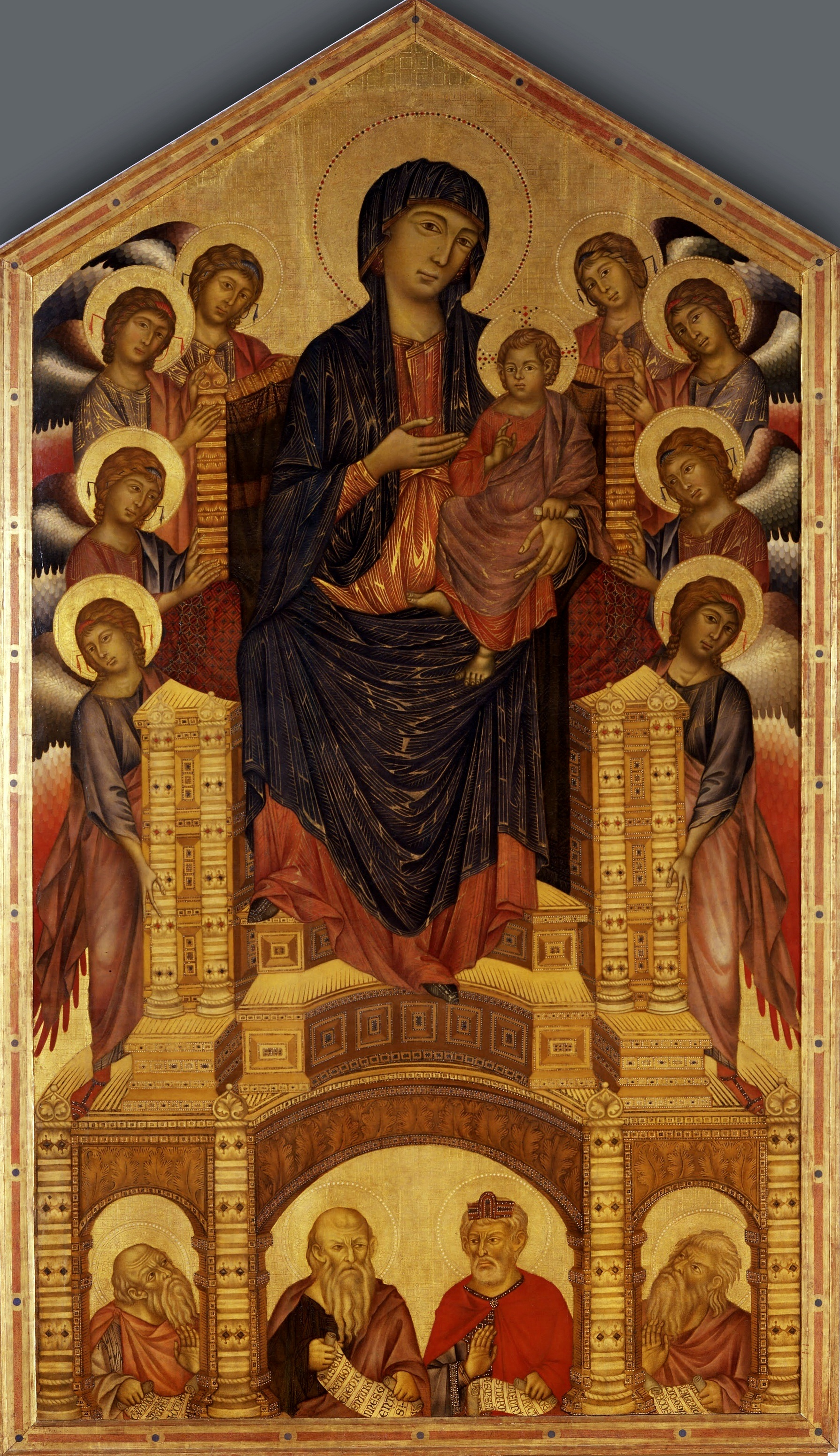
Cimabue
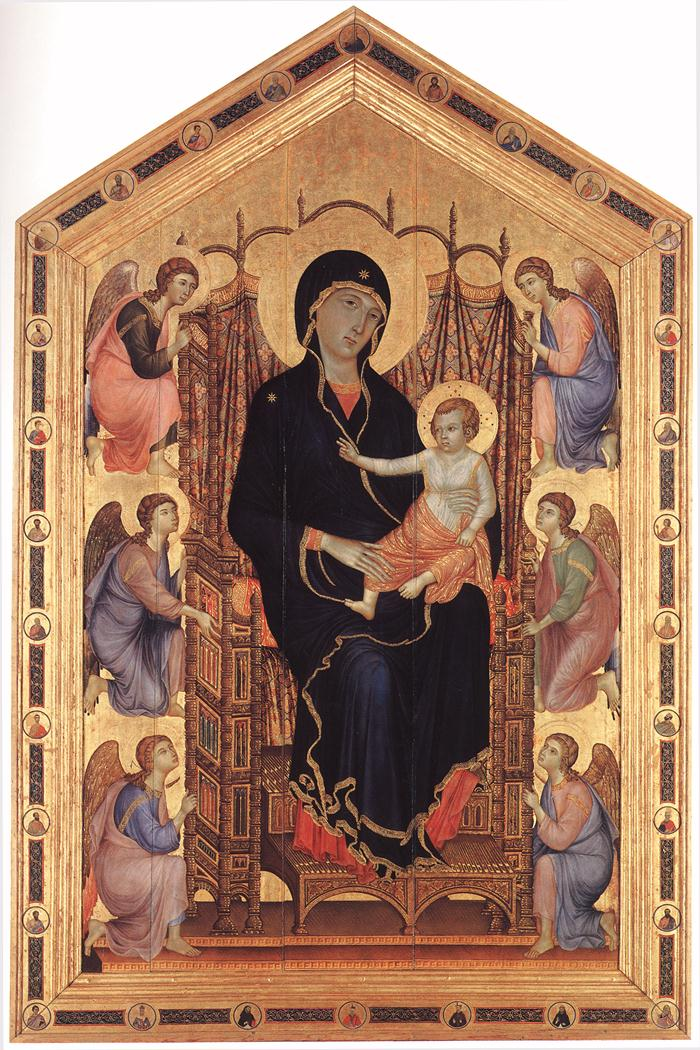
Duccio
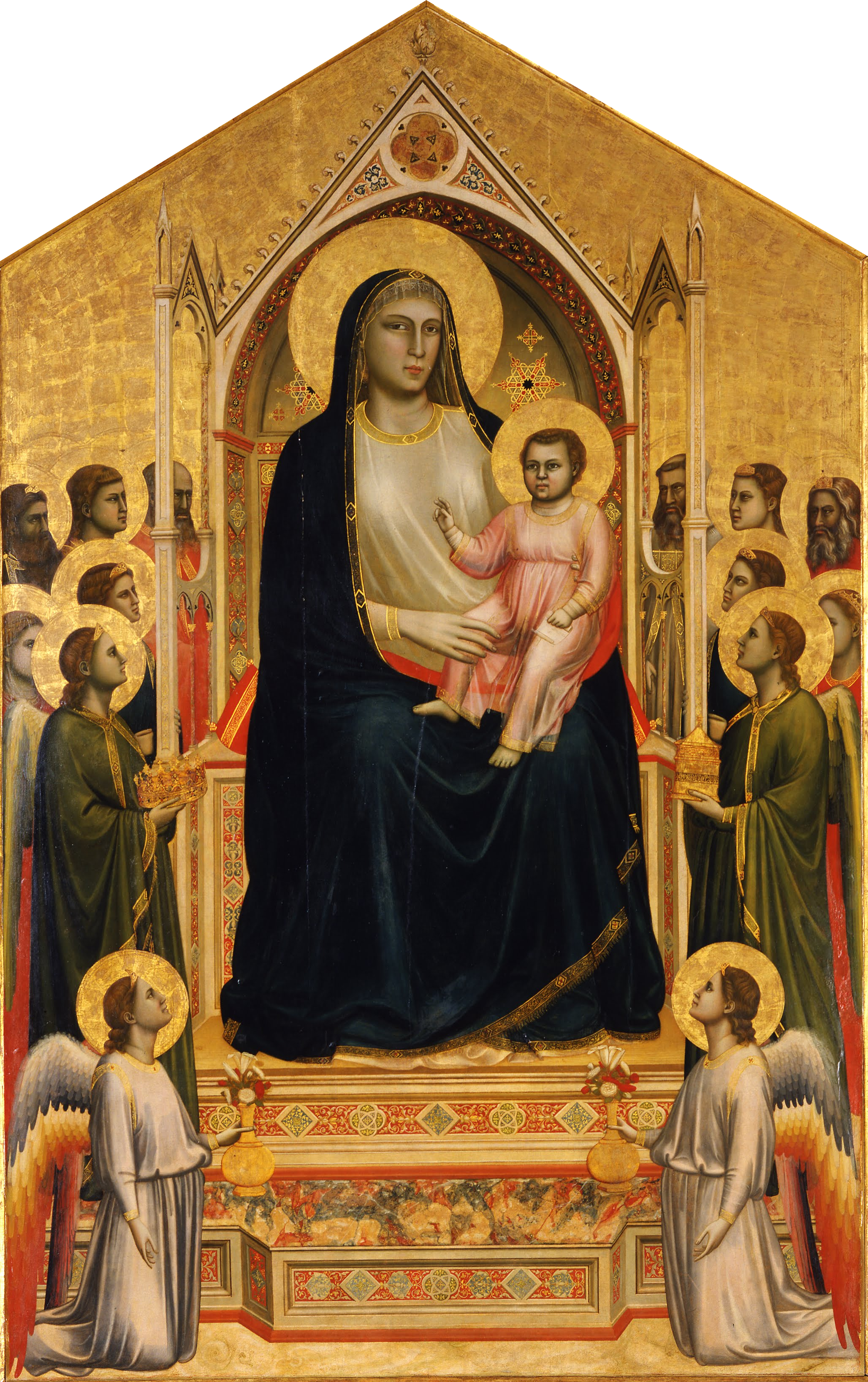
Giotto

- la Maestà di Santa Trinita de Cimabue, peinte en 1280 (tempera et or sur bois de 385 cm × 223 cm). Une œuvre significative de la peinture byzantine (à gauche)
- la Madone Rucellai, de Duccio, peinte en 1285 (tempera et or sur panneau de 450 cm × 290 cm). Une œuvre moins ascétique, qui ouvre avec son auteur l'école siennoise (au milieu)
- la Maestà di Ognissanti de Giotto, peinte vers 1305 (tempera et or sur panneau de 325 cm × 204 cm). Une œuvre qui ouvre à la peinture, l'espace et le réalisme (à droite)

## Thème
Il s'agit d'une Vierge à l'Enfant en majesté (une Maestà), soit entourée d'anges, assise sur un trône sculpté.

## Attributs semblables
Les personnages centraux, Vierge et l'Enfant, ont une taille plus importante que celles des anges (iconographie symbolique byzantine, respectant la hiérarchie divine). Tous les personnages, éventuellement les saints complémentaires, portent des auréoles, cercles parfaits des traditions gothique et byzantine ainsi que le fond en or.
La Vierge et l'Enfant se présentent de face, l'Enfant Jésus lève la main droite. Il fait le signe de la bénédiction. Les mains de la Vierge sont longues et effilées. Les anges sont placés symétriquement de part et d'autre du trône.
Le trône est le seul objet représenté, central, dessiné dans une perspective élémentaire (à ligne de fuite). Ce trône est le trône de la sagesse.

## Différences notables

### La Vierge
Le corps de la Vierge voilé par un manteau foncé bordé d'or chez les trois peintres, est plat et hiératique chez Duccio et Cimabue, seuls les pieds avancés et un genou se permettent de donner un semblant de volume. Chez Giotto, le visage, le buste et les cuisses sont modelés, humains, les plis du manteau et le buste de la Vierge en sont les marques.
Chez Duccio et Cimabue, dans un souci d'humanisation, la tête de la Vierge est inclinée vers l'enfant, différence notable avec la tradition byzantine qui représentait les personnages de face dans une attitude figée. Cette inclinaison de tête s'observe déjà dans une Maestà de Guido de Sienne, au Palais Communal de Sienne, peinte vers 1260. Duccio essaye de donner du volume au visage de la vierge en peignant une ombre sur celui-ci. Il en est autrement chez Giotto, où non seulement la Vierge mais l'ensemble du tableau s'écartent totalement des pratiques antérieures. La Vierge de Giotto est plus humaine, maternel, et plus grosse, ce qui montre qu'elle a été enceinte de Jésus.

### Les anges
- Chez Duccio, les anges sont au nombre de six, trois de chaque côté, un genou baissé sans toucher le sol, ils semblent flotter dans les airs, aucun support n'est apparent, la pose est irréelle. Ils regardent le couple central.
- Chez Cimabue, ils sont huit, debout, identiques, dupliqués et répartis symétriquement, leur position est étagée dans des superpositions successives, le premier rang posant les pieds sur un relief du trône (quatre prophètes les complètent sous le trône dans des niches architecturées). Leurs regards vont vers le spectateur.
- Chez Giotto, deux anges habillés de blanc sont à genoux symétriquement devant le trône (archanges ?) et portent un vase de fleurs. Les autres anges au nombre de trois de chaque côté sont placés dans trois plans successifs vers le médian du trône, les premiers portent couronne et coffret. Derrière eux, les figures saintes des prophètes complètent l'assemblée dans le plan du fond, tout en arrière du trône. Tous regardent le couple central.

### Le trône
Si les trônes de Duccio et de Cimabue sont d'une perspective élémentaire (presque isométrique chez Duccio, et mêlant siège et architecture chez Cimabue) celui de Giotto se démarque par un dais et des flancs latéraux découpés, un piédestal ouvragé, il montre une rationalité toute terrestre et on aperçoit même à travers les ouvertures, des prophètes du fond de la scène. La perspective n'est pas encore réellement à point de fuite central mais le trône participe de la profondeur de la scène, et des plans successifs crédibles du placement des personnages en évitant la superposition des anges de Cimabue. Les marches du socle en marbre appuient l'impression de profondeur. Chez Giotto, le trône s'ouvre comme un tabernacle.

### L'Enfant Jésus
S'il porte des attributs différents (un rouleau dans la main gauche chez Cimabue), son regard inciterait à dire que seule la Maesta de Cimabue devait faire face au fidèle placé devant l'autel, alors que les regards portés vers la gauche des deux autres tableaux indiquerait un placement des tableaux à droite de ce même fidèle regardant la représentation du Sauveur.

## Analyse
Entre similitudes et différences, la recherche de la représentation du même sujet par ces trois peintres montrent l'évolution d'un style toujours empreint des principes de l'iconographie byzantine mais qui recherche l'humanisation de la représentation d'une scène sacrée.